# Sanniki (gromada)
Sanniki – dawna gromada, czyli najmniejsza jednostka podziału terytorialnego Polskiej Rzeczypospolitej Ludowej w latach 1954–1972.
Gromady, z gromadzkimi radami narodowymi (GRN) jako organami władzy najniższego stopnia na wsi, funkcjonowały od reformy reorganizującej administrację wiejską przeprowadzonej jesienią 1954 do momentu ich zniesienia z dniem 1 stycznia 1973, tym samym wypierając organizację gminną w latach 1954–1972.
Gromadę Sanniki z siedzibą GRN w Sannikach (wówczas wsi) utworzono – jako jedną z 8759 gromad na obszarze Polski – w powiecie gostynińskim w woj. warszawskim, na mocy uchwały nr VI/10/3/54 WRN w Warszawie z dnia 5 października 1954. W skład jednostki weszły obszary dotychczasowych gromad Staropół, Szkarada, Aleksandrów, Sanniki, Sewerynów i Czyżew (z wyłączeniem miejscowości Konstantynów, Konstantynów Cegielnia i Konstantynów Parcele) ze zniesionej gminy Sanniki oraz wieś Mocarzewo z dotychczasowej gromady Wólka ze zniesionej gminy Słubice w tymże powiecie. Dla gromady ustalono 24 członków gromadzkiej rady narodowej.
1 stycznia 1958 do gromady Sanniki przyłączono wsie Brzezia i Lasek oraz kolonię Romanów ze zniesionej gromady Lasek w tymże powiecie.
31 grudnia 1961 do gromady Sanniki włączono obszar zniesionej gromady Osmolin, wieś Krubin ze zniesionej gromady Lwówek oraz wsie Barcik i Konstantynów ze zniesionej gromady Topólno w tymże powiecie.
Gromada przetrwała do końca 1972 roku, czyli do kolejnej reformy gminnej. 1 stycznia 1973 w powiecie gostynińskim reaktywowano gminę Sanniki.